# Hermann Günther Jochheim
Hermann Günther Jochheim (* 24. Februar 1817 in Harburg; † 8. Juni 1893 in Kolkau, Kreis Neustadt in Westpreußen, Regierungsbezirk Danzig) war ein Kaufmann und Abgeordneter.

## Leben
Jochheim hatte sich in Hamburg niedergelassen und führte ein ausgedehntes Exportgeschäft nach Mexiko, von dem er sich um 1853 zurückzog. Er betrieb dann eine Segelschiffreederei. Im Jahre 1862 kaufte er das Rittergut Kolkau, in das 1863 übersiedelte. Von 1859 bis 1862 gehörte Jochheim der Hamburgischen Bürgerschaft an.